# Federico Guillermo Gil
Federico Guillermo Gil (La Habana, 1915 - Chapel Hill, 2000) fue un politólogo, profesor y académico cubano, que trabajó en Estados Unidos, donde promovió los estudios sobre América Latina. En su trayectoria académica en la Ciencia Política, obtuvo el “Kenan Professor of Political Science”, concedido por la Universidad de Carolina del Norte en Chapel Hill a sus miembros activos, además de ser director del Instituto de Estudios de América Latina, al que posicionó como uno de los principales centros de estudio e investigación sobre esta región. Se le considera fundador de la generación de politólogos estadounidenses especializados en América Latina, denominados «latinoamericanistas». Su rigor científico y énfasis en la investigación empírica promovió su aplicación en los estudios de la región con especial atención en mejorar los vacíos metodológicos de los estudios realizados hasta la fecha. Entre sus obras se encuentran The Governments of Latin America (1957), The Political System of Chile (1966), este último texto básico para los estudiosos del caso chileno, Latin American- United States Relations (1971), Chile 1970-1973: Lecciones de una experiencia (1977) y su versión en inglés en 1979.

## Trayectoria profesional
Federico Guillermo Gil fue director del Instituto de Estudios Latinoamericanos (ILAS en sus siglas en inglés), en la actualidad Instituto para el Estudio de las Américas (Institute for the Study of the Americas), en la Universidad de Carolina del Norte en Chapel Hill desde 1959 hasta 1983, posicionándolo como uno de los principales centros de estudio e investigación. Graduado en la Universidad de La Habana obtuvo su doctorado en Derecho en 1940, luego en 1941 obtuvo por la misma institución el doctorado en Ciencias Políticas y Sociales, así como la licenciatura en Derecho Diplomático y Consular en 1942. 
Federico Guillermo Gil inició su trayectoria académica como instructor en la Universidad Estatal de Luisiana a finales del año 1943. En el verano de 1944 estuvo en la Universidad Duke como Visiting Lecturer, mismo año en el que ingresó a la Universidad de Carolina del Norte donde enseñó español en el Departamento de Lenguas Romances. No obstante, pronto formó parte del Departamento de Ciencia Política de la misma Universidad en la que su destacado trabajo, entre 1955 a 1966, le hizo merecedor de la máxima distinción que la Universidad otorga a sus miembros activos de la Facultad, la “Kenan Professor of Political Science”. Esta misma Universidad en 1992 le otorgó el doctorado honoris causa en Derecho.
Su actividad le llevó como docente e investigador invitado al Institute of Research in Social Science, al Instituto de Ciencias Políticas y Administrativas (Chile) y al Instituto de Estudios Políticos (Costa Rica). También tuvo un destacado lugar junto con otros académicos en Cambridge como consultor en procesos como la Alianza para el Progreso durante el gobierno de Kennedy. También fue consultor y consejero de la Facultad Latinoamericana de Ciencias Sociales en Chile, el Banco Interamericano de Desarrollo, los Cuerpos de Paz y varios de los proyectos de esta organización en Venezuela dirigidos principalmente a fortalecer la educación a nivel universitario. 
Lideró varios proyectos apoyados por organizaciones como la Fundación Rockefeller y la Ford, así como la Social Science Research Council y la National Science Foundation. 
Gil fue uno de los miembros fundadores del Consejo Ejecutivo de la Latin American Studies Association-LASA desde 1966 hasta 1969, asociación en la que también se desempeñó como presidente nacional en 1971. También tuvo un activo desempeño en el Consortium of Latin American Studies Program. También obtendría el cargo de miembro honorario en la Facultad de Derecho y Ciencias Sociales en la Universidad de Chile y en la Academia Nacional de Derecho y Ciencias sociales de Argentina, distinción de la que gozaron pocos académicos extranjeros.
En 1970 recibió la Orden al Mérito Bernardo de O´Higgins, otorgada por el Gobierno de Chile a extranjeros por su servicio al país. Gil se retiró de la Universidad Carolina del Norte en 1980, después de treinta y siete años de servicio y de veinticinco como director del ILAS, aunque continuó apoyando al Instituto en su programa de intercambio en español y en la codirección de trabajos de grado y tesis a nivel de postgrado.

## Obra
Gil fue uno de los principales promotores del estudio de la región latinoamericana en la academia estadounidense. Su estudio de la complejidad de los fenómenos políticos le permitió desarrollar una carrera en la que guio y orientó a sus estudiantes tanto desde la investigación empírica cuantitativa como con el enfoque histórico. Entre sus estudiantes destacan Enrique Baloyra, Rafael López Pintor y Lars Schoultz.
Además de sus libros en coautoría con William W. Pierson (The Governments of Latin America) y con Ricardo Lagos y Henry Landsberger (Chile 1970-1973: Lecciones de una experiencia), considerados clásicos en tales temáticas, Federico Gil publicó frecuentemente artículos en Argentina, Chile, España, Estados Unidos y Venezuela. Destacan sus publicaciones en prestigiosas revistas académicas estadounidenses como The Journal of Politics, Inter-American Economic Affairs, The Journal of Inter-American Studies, y Nation, principalmente.
También abordó el área de las relaciones internacionales con trabajos como Culture and Policy: The United States and the Spanic World (1950) y treinta años después la edición de Latin American Foreign Policies: An Analysis, principalmente.
El legado de Federico G. Gil en España alcanzó al Instituto de Iberoamérica de la Universidad de Salamanca, promoviendo estos estudios latinoamericanistas con la presencia de varios discípulos suyos como Manuel Alcántara, Esther del Campo, Fátima García Díez, Iván Llamazares y Leticia Ruiz Rodríguez, que se desarrolló siguiendo las pautas establecidas por Gil a la hora de poner en marcha el ILAS en la Universidad de Carolina del Norte. En memoria de esa relación, se creó en 2005 la cátedra Federico Gil en el Instituto de Salamanca para profesores visitantes de Ciencia Política. Asimismo, su legado en el entonces ILAS, ahora ISA (Institute for the Studies of the Americas), se mantiene con un premio al mejor trabajo de licenciatura que verse sobre América Latina.